# Monnaies locales complémentaires en France
Cet article propose un panorama et une liste des monnaies locales et complémentaires (MLC) lancées en France au XXIe siècle.
Ces monnaies sont convertibles en euros uniquement pour les professionnels et d'un usage légal pour tout adhérent à l'association organisant leur émission et leur circulation.
Alors que plusieurs centaines existent dans le monde, il y en a environ quatre-vingt (en 2022) en circulation en France (78 recensées dans le tableau plus bas) et quelques autres en projet. À l'exception notable de l'eusko (Pays basque) et, dans une moindre mesure, de la gonette à Lyon, ou de moneko à Nantes, leur importance dans la vie économique locale est modeste.
Un usage dans un cadre public est envisagé par la CAF de la Savoie, dans un projet de sécurité sociale familiale de l'alimentation.

## Cadre légal et réglementaire
En France, les monnaies locales sont reconnues légalement dans la loi Économie sociale et solidaire (ESS), à l'article 16. Présentée en Conseil des Ministres le 24 juillet 2013, adoptée le 21 juillet 2014 à l’Assemblée nationale, la loi Économie sociale et solidaire (ESS) a été promulguée par le président de la République le 31 juillet et publiée au Journal officiel de la République française le 1er août 2014.
« Art. L. 311-5.-Les titres de monnaies locales complémentaires peuvent être émis et gérés par une des personnes mentionnées à l'article 1er de la loi no 2014-856 du 31 juillet 2014 relative à l'économie sociale et solidaire dont c'est l'unique objet social.
Art. L. 311-6.-Les émetteurs et gestionnaires de titres de monnaies locales complémentaires sont soumis au titre Ier du livre V lorsque l'émission ou la gestion de ces titres relèvent des services bancaires de paiement mentionnés à l'article L. 311-1, ou au titre II du même livre lorsqu'elles relèvent des services de paiement au sens du II de l'article L. 314-1 ou de la monnaie électronique au sens de l'article L. 315-1 »
Par ailleurs les monnaies locales sont tenues de respecter certaines règles de fonctionnement édictées par l'Autorité de contrôle prudentiel et de résolution (ACPR) de la Banque de France : constitution d'un compte de réserve, interdiction de rachat de MLC en euros (sauf professionnels), pas de rendu de monnaie en euros, tenue à jour de la liste des utilisateurs.

## Réseaux de monnaies locales
Historiquement deux réseaux distincts se sont constitués en France entre les associations porteuses de monnaies locales : Le Mouvement Sol et le Réseau des monnaies locales complémentaires et citoyennes (MLCC). Le Mouvement Sol regroupe en une fédération une quarantaine de monnaies. Le Réseau des MLCC, association non déclarée jusqu'en 2021, s'est scindé à cette date en deux entités aux analyses divergentes, mais revendiquant toutes les deux le titre de « Réseau MLCC ». Ces deux réseaux regroupent environ 75 associations de MLC (l'adhésion étant automatique pour toutes les MLCC).
Ces réseaux fournissent à leurs membres, et au delà à l'ensemble des mouvements agissant dans la sphère des monnaies alternatives, un cadre d'information, de formation, de partage d'expérience, et se veulent être aussi les interlocuteurs privilégiés des instances nationales (Parlement, ACPR de la Banque de France, etc.).
Dans certains régions les associations de MLC se sont regroupées en réseau local ou en fédération afin de mutualiser leurs expériences et leur communication face aux collectivités locales. Par exemple en Occitanie, Moned'Òc.

## Monnaies en circulation
Remarque : les indications ci-dessous, en particulier les chiffres, nombre de prestataires, d'utilisateurs, unités en circulation sont à interpréter avec prudence, car bien souvent ils ne sont plus d'actualité.
| Nom                       | Lieu | Région                     | Nombre de prestataires                                              | Unités de monnaie en circulation              | Utilisateurs (hors prestataires) | Date de lancement |
| ------------------------- | --- | -------------------------- | ------------------------------------------------------------------- | --------------------------------------------- | -------------------------------- | --- |
| Abeille,                  | Villeneuve-sur-Lot | Nouvelle-Aquitaine         | 100                                                                 | 14 000 (2012)                                 | 100                              | 2010 (janvier) (ou février 2011)                                                                                      |
| Agnel,                    | Rouen, Elbeuf et leurs environs                                                                                               | Normandie                  | 630                                                                 | 60 000 (2017)                                 | 2500                             | 2015 (13 novembre) |
| Aïga,                     | Alès | Occitanie                  |                                                                     |                                               |                                  | 2019 |
| Aqui,                     | Sarlat, Terrasson, Montignac et Bergerac (Pays Perigord Noir)                                                                 | Nouvelle-Aquitaine         |                                                                     |                                               |                                  | 2018 (20 avril) |
| Babet                     | Massif du Pilat | Auvergne-Rhône-Alpes       |                                                                     |                                               |                                  | 2018 |
| Bersak                    | La Réunion | La Réunion                 |                                                                     |                                               |                                  | 2022 (février) |
| Beunèze,                  | Saintes, Royan et son agglomération (Territoire de la Saintonge)                                                              | Nouvelle-Aquitaine         |                                                                     |                                               |                                  | 2015 (mai) |
| Bizh,                     | 34 communes de l'intercommunalité Golfe du Morbihan - Vannes Agglomération                                                    | Bretagne                   | 58                                                                  |                                               |                                  | 2018 (27 janvier) |
| Bulle                     | Angoulême et toute la Charente                                                                                                | Nouvelle-Aquitaine         | 89 (2020) 202 (2023)                                                | 15 000 (2020) 222000 (2023)                   | 492 (2020) 4478 (2023)           | 2019 (21 mars) |
| Buzuk                     | Pays de Morlaix | Bretagne                   | 123                                                                 | 100 000 (2023)                                | 453                              | 2016 (2 octobre) |
| Cagnole,                  | Auxerre et tout le département de l'Yonne                                                                                     | Bourgogne-Franche-Comté    | 130 (2019)                                                          | 42 000 (octobre 2019)                         | 720                              | 2018 (avril) |
| Cairn,                    | Grenoble, Trièves, Vercors, Chartreuse, Valbonnais, Matheysine, le Sud Grésivaudan, la Bièvre, le pays Voironnais et l'Oisans | Auvergne-Rhône-Alpes       | 330                                                                 | 103 000 (Août 2020)                           |                                  | 2017 (septembre ou octobre)                                                                                           |
| Céou,                     | Bouriane (Lot) | Occitanie                  |                                                                     |                                               |                                  | 2014 (mars) |
| Cep                       | Nord-Tarn (Tarn) | Occitanie                  |                                                                     |                                               |                                  | 2017 |
| Cers                      | Le Grand Narbonne | Occitanie                  |                                                                     | 20 000 (2014)                                 |                                  | 2014 (juillet) |
| Chouette,                 | Dijon, bassin de vie dijonnais                                                                                                | Bourgogne-Franche-Comté    | 25                                                                  | 8 000 (2022)                                  | 40                               | 2021 (27 mars) |
| Cigalonde                 | La Londe-les-Maures | Provence-Alpes-Côte d'Azur |                                                                     |                                               |                                  | 2012 (8 avril) |
| Cigogne                   | Mulhouse, sud Alsace | Grand Est                  | 32                                                                  | 120 000                                       | 2 340                            | 2017 (13 octobre), en gestation depuis 2014                                                                           |
| Commune                   | Roanne, bassin de vie du Roannais, Loire                                                                                      | Auvergne-Rhône-Alpes       | 15                                                                  | 8 600                                         | 30                               | 2010 |
| Doume                     | Clermont-Ferrand et le reste du Puy-de-Dôme                                                                                   | Auvergne-Rhône-Alpes       | 291                                                                 | 224 075 (septembre 2023)                      | 1114                             | 2015 (17 janvier) |
| Éco                       | Annemasse, Haute-Savoie | Auvergne-Rhône-Alpes       |                                                                     |                                               |                                  | 2014 (septembre) |
| Élef,                     | Chambéry | Auvergne-Rhône-Alpes       | 180                                                                 | 100 000                                       | 800                              | 2014 (22 novembre) |
| Épi Lorrain               | Lorraine Belgique Luxembourg                                                                                                  | Grand Est                  | 111                                                                 | 40 000                                        | 240                              | 2012 |
| Euroblochon               | Val d'Arly | Auvergne-Rhône-Alpes       |                                                                     |                                               |                                  | 2014 |
| Eusko,                    | Pays basque | Nouvelle-Aquitaine         | 550                                                                 | 2 000 000 (2021)                              | 2 700                            | 2013 (31 janvier) |
| Flamant                   | Aigues-Mortes | Occitanie                  | 55                                                                  |                                               |                                  | 2017 (mai) |
| Florain                   | Bassin de vie de Nancy | Grand Est                  | 170                                                                 | 105 000 (fin 2019)                            |                                  | 2017 (7 octobre) |
| Gabare,                   | Tours et bassin de Touraine et Orléans depuis 2023                                                                            | Centre-Val de Loire        | 233                                                                 | 36 000 (novembre 2017)                        | 520                              | 2016 (17 septembre)                                                                                                   |
| Galais                    | Pays de Ploërmel dans le Morbihan                                                                                             | Bretagne                   | 150                                                                 | 34 000 (avril 2019)                           | 400                              | 2015 (novembre) |
| Galléco                   | Ille-et-Vilaine | Bretagne                   |                                                                     |                                               | 500 (2022)                       | 2013 (21 septembre)                                                                                                   |
| Gemme,                    | Gironde | Nouvelle-Aquitaine         | plus de 250                                                         |                                               |                                  | 2022 (juillet) |
| Gentiane                  | Annecy | Auvergne-Rhône-Alpes       | 72                                                                  | 18 000                                        | 300                              | 2018 (30 mars) |
| Gonette                   | Métropole de Lyon et environs                                                                                                 | Auvergne-Rhône-Alpes       | 280,                                                                | 251 000 (2020)                                | 1 600                            | 2015 (7 novembre) |
| Grain                     | Région havraise | Normandie                  | 40                                                                  | 7 500 (novembre 2015)                         | 220                              | 2015 (3 septembre) |
| Graine                    | Montpellier et Hérault | Occitanie                  | 92                                                                  | 50 000 (mai 2020)                             | 400                              | 2018 (septembre) |
| Héol (ou Heol),           | Pays de Brest | Bretagne                   | 64                                                                  | 8 000 (2012)                                  | 380                              | 2012 (27 janvier) |
| Kwak                      | Guyane Française | Guyane                     |                                                                     |                                               |                                  | 2018 (mars) |
| I Soldi Corsi             | Corse | Corse                      |                                                                     |                                               |                                  | 2017 (3e trimestre pour l'ensemble de l'île, expérimentation préalable dans la région bastiaise lors du 2e trimestre) |
| Léman                     | Communes françaises et suisses autour du lac Léman                                                                            | Auvergne-Rhône-Alpes       |                                                                     |                                               |                                  | 2015 (septembre) |
| Lien                      | Bassin Ligérien | Auvergne-Rhône-Alpes       | 106                                                                 | 140 000                                       | 200                              | 2016 (10 septembre)                                                                                                   |
| Lou pelou                 | Limousin | Nouvelle-Aquitaine         | 120                                                                 | 10 000 (mai 2016)                             | 450                              | 2015 (31 mai) |
| Luciole                   | Sud de l'Ardèche et Ardèche Méridionale                                                                                       | Auvergne-Rhône-Alpes       |                                                                     |                                               |                                  | 2011 (avril) |
| Maillette                 | Pays de la Rance et pays de Dinan                                                                                             | Bretagne                   | 55                                                                  | 3 700 (2015)                                  | 59                               | 2014 (17 mai ou 27 juin)                                                                                              |
| Marcassol                 | Ardennes | Grand Est                  |                                                                     |                                               |                                  | 2017 (novembre) |
| Méreau                    | Montargis (Loiret) | Centre-Val de Loire        | 20                                                                  |                                               | 50                               | 2016 |
| Mige                      | Creuse | Nouvelle-Aquitaine         |                                                                     |                                               |                                  | 2017 (14 mai) |
| Moneko                    | Nantes et département de la Loire-Atlantique                                                                                  | Pays de la Loire           | 328 (2022)                                                          | 329 715 (2022)                                | 1989 (2022)                      | 2020 (15 juin) |
| Muse                      | Angers (Maine-et-Loire) | Pays de la Loire           |                                                                     |                                               |                                  | 2012 (16 avril) |
| Nissart                   | Nice | Provence-Alpes-Côte d'Azur | 19                                                                  |                                               |                                  | 2017 (décembre) |
| Ourse                     | Cc Questembert 56 et Arc Sud Bretagne                                                                                         | Bretagne                   | 58                                                                  |                                               | 180                              | 2018 (septembre) |
| Pêche                     | Montreuil, puis Paris | Île-de-France              | 30                                                                  | 90 000                                        | 280                              | 2014 (21 juin) , 2018 (12 mai) à Paris                                                                                |
| Pezh,                     | Trégor-Goëlo | Bretagne                   |                                                                     |                                               |                                  | 2021 |
| Pive                      | Franche-Comté | Bourgogne-Franche-Comté    | 350                                                                 | 100 000                                       | 1 200                            | 2017 |
| Plume                     | Gers (département) | Occitanie                  |                                                                     |                                               |                                  | 2022 (22 février) |
| Pois                      | Poitiers et département de la Vienne                                                                                          | Nouvelle-Aquitaine         |                                                                     |                                               |                                  | 2018 (octobre) |
| Pyrène                    | Ariège | Occitanie                  | 70                                                                  | 9 000                                         | 230                              | 2014 (4 ou 12 juillet)                                                                                                |
| Racine (la) ,             | Parc naturel régional de la Haute Vallée de Chevreuse, Yvelines, Essonne (département)                                        | Île-de-France              | 95                                                                  | 74 000                                        | 508 (juin 2019)                  | 2018 (juin) |
| Radis (Radig en alsacien) | Ungersheim (Alsace) | Grand Est                  | 15                                                                  |                                               |                                  | 2013 (13 juillet) |
| Renoir                    | Cagnes-sur-Mer | Provence-Alpes-Côte d'Azur |                                                                     |                                               |                                  | 2016 (septembre) |
| Rollon                    | Normandie | Normandie                  |                                                                     |                                               |                                  | 2018 (juin) |
| Roue                      | Vaucluse , Bouches-du-Rhône (Marseille, pays salonais, pays d'Aix et pays d'Arles), Alpes-de-Haute-Provence et Hautes-Alpes.  | Provence-Alpes-Côte d'Azur | 700                                                                 | 160 510 (juin 2018)                           | 2 500                            | 2012 (janvier) ou novembre 2011                                                                                       |
| Rozo                      | St Nazaire, Brière, Presqu'île guérandaise                                                                                    | Pays de la Loire           | 80                                                                  | 10 000                                        | 300                              | 2016 (avril) |
| Segal                     | Pays de Lorient | Bretagne                   | 80                                                                  | 15 000                                        | 300                              | 2018 (janvier) |
| Sezu                      | Uzès et communes environnantes (Gard)                                                                                         | Occitanie                  |                                                                     |                                               |                                  | 2019 |
| Sol-Olympe                | Tarn-et-Garonne | Occitanie                  |                                                                     |                                               |                                  | 2014 (8 mars) |
| Sol-violette,             | Bassin toulousain | Occitanie                  | 194                                                                 | 63 000 (2013)                                 | 1 850                            | 2011 (6 mai) |
| Sonnante                  | Hautes-Pyrénées | Occitanie                  |                                                                     |                                               |                                  | 2017 |
| Soudaqui                  | Pyrénées-Orientales | Occitanie                  |                                                                     |                                               |                                  | 2018 (27 janvier) |
| Soudicy,                  | Allier | Auvergne-Rhône-Alpes       | 964                                                                 | 55 092                                        | 964                              | 2020 (23 novembre) |
| Stück,                    | Strasbourg | Grand Est                  | 200                                                                 |                                               | 2 000                            | 2015 (3 octobre) |
| Tinda,                    | Béarn (Pyrénées-Atlantiques)                                                                                                  | Nouvelle-Aquitaine         | 230 (2018)                                                          | 33 000 (2018)                                 | 500 (2018)                       | 2015 (28 juin lors de l'événement Alternatiba Billère)                                                                |
| Tiok                      | Thoiry – Ain | Auvergne-Rhône-Alpes       | 1 (fonctionne exclusivement au sein de l’association Objectif Gaïa) |                                               |                                  | 2011 |
| Tissou                    | Nord-Isère | Auvergne-Rhône-Alpes       |                                                                     |                                               |                                  | 2022 (10 février) |
| Tookets                   | Pau | Nouvelle-Aquitaine         |                                                                     |                                               |                                  | 2011 (1er avril, réservé aux associations)                                                                            |
| Touselle                  | Saint-Gaudens et Comminges (sud de la Haute-Garonne)                                                                          | Occitanie                  | 60                                                                  | 7 000                                         | 250                              | 2013 (6 octobre) |
| Trèfle                    | Périgord (Dordogne) | Nouvelle-Aquitaine         | 15                                                                  | 2 500 (exclusivement sous forme électronique) | 70                               | 2016 (17 octobre) |
| Vendéo,                   | Département de la Vendée | Pays de la Loire           | 120                                                                 | 25 000                                        | 50                               | 2017 (26 mars) |

## Projets
- Monnaie Locale Complémentaire Environnementale pour la Guadeloupe portée par l'association Gwada MLCE (Guadeloupe), en collaboration avec la communauté d'agglomération du Nord Basse-Terre. Lancement prévu début 2025[108].

## Projets arrêtés et anciennes MLC
- Le Sol Alpin, à Grenoble par carte à puce de 2007 à 2012[109].
- La Bogue, à Aubenas : lancée au printemps 2011, a fusionné avec la Luciole en 2014.
- La Sardine, à Concarneau : mise en circulation fin 2012 et arrêt en 2014[110].
- Le Déodat, à Saint-Dié-des-Vosges, projet arrêté. Le lancement a été effectué en septembre 2011 et la monnaie a été utilisé pendant une année par une quarantaine de personnes[111].
- La Mesure, à Romans-sur-Isère et Bourg-de-Péage (Drôme) : mise en circulation le 28 mai 2011[112],[113] et arrêtée le 29/05/2017.
- La Seine (nom provisoire avant la transformation du projet), à Paris[114]. L'association « Une monnaie pour Paris ! » avait pour objectif de lancer une MLC à Paris en 2018 (le projet prévoyait initialement un lancement fin 2016[115], puis à l'automne 2017[116]). Finalement, les membres de l’association décident d’abandonner l’idée d’une nouvelle monnaie locale, et lancent officiellement la Pêche de Montreuil dans la capitale le 12 mai 2018[117].
- La BEL Monnaie, sur l'Agglo de Valence Romans, mise en circulation en janvier 2016, et arrêtée le 13 avril 2018[118].
- Le Louis, autour de Poissy et Carrières-sous-Poissy (Yvelines) a été lancé le 18 février 2017 sous la forme inédite de pièces mais la monnaie n'a jamais été véritablement circulé et rien ne s'est passé depuis 2017[119].
- SoNantes[120], lancé le 28 avril 2015[121],[122] pour Nantes et sa région sous la forme d'une monnaie complémentaire non reconvertible (supports électroniques uniquement). Cette monnaie a eu environ 160 prestataires, 910 utilisateurs pour 56 000 unités de monnaie en circulation[123]. Elle a fusionné avec Le Retz'L en 2020 pour créer Moneko[124].
- Retz'L[125], lancé le 15 avril 2013 dans le Sud de Nantes et Pays de Retz. Cette monnaie a eu environ 170 prestataires, 200 utilisateurs pour 22 000 unités de monnaie en circulation (en 2016). Elle a fusionné avec SoNantes en 2020 pour créer Moneko.
- Bou'Sol[126], lancée le 17 mai 2013 à Boulogne-sur-Mer et dans le Boulonnais (Pas-de-Calais) et arrêtée le 30 novembre 2020 (concernait 132 utilisateurs et 40 prestataires)[127].
- L'Occitan (Pézenas, Occitanie), lancée en janvier 2010, mise en sommeil à une date indéterminée.
- Le Krôcô[128] (Nîmes et sa région)[129], lancé le 24 mars 2018 et arrêté le 23 mars 2022. A concerné environ 330 utilisateurs, 77 prestataires et 11 000 unités de monnaie en circulation.
- La Trémière, à La Rochelle et en Aunis (Charente-Maritime). Le site de l'association existe toujours[130], mais il n'y a aucune nouvelle depuis 2020, on peut donc considérer que ce projet est arrêté.
- La Miel[131], lancée en janvier 2013 sur Bordeaux, Libourne, l'Entre-deux-Mers et le Sud-Gironde, ayant eu 171 prestataires et 500 utilisateurs, et l'Ostréa lancée en 2017 sur le Bassin d'Arcachon et le Val de l'Eyre, ont fusionné en juillet 2022 pour former la Gemme.